# Patrick Gallois
Patrick Gallois (* 17. April 1956 in Linselles bei Lille) ist ein französischer Flötist und Dirigent.

## Wirken
Mit 17 Jahren wurde Gallois in Jean-Pierre Rampals Flötenklasse am Pariser Konservatorium aufgenommen, dessen ersten Preis er zwei Jahre später gewann. Dort nahm er auch Unterricht bei Maxence Larrieu. Mit 21 Jahren erhielt er einen Posten als Soloflötist am Pariser Nationalorchester, damals unter der Leitung von Lorin Maazel. Nach sieben Jahren gab er 1984 diese Anstellung auf, um sich seiner Solokarriere zu widmen, die ihn seither in Konzertsäle der ganzen Welt geführt hat. Gallois arbeitete mit Leonard Bernstein, Seiji Ozawa, Pierre Boulez, Karl Böhm, Eugen Jochum, Sergiu Celibidache, Neville Marriner und anderen Dirigenten zusammen. In Kammermusikprojekten musizierte er mit Juri Baschmet, Natalja Gutman, Peter Schreier, Jörg Demus sowie dem Lindsay Quartet, vor allem aber mit seinem ehemaligen Lehrer Rampal sowie der Harfenistin Lily Laskine. Seine Diskographie, erschienen bei der Deutschen Grammophon und bei Naxos, umfasst mehr als 75 Titel.
Patrick Gallois war und ist Gast auf zahlreichen Festivals und wurde von vielen Orchestern eingeladen, zum Beispiel der Sinfonia Varsovia oder auch den London Mozart Players. Tourneen führten ihn nach Deutschland, Israel und Japan. Er veranstaltet alljährlich Meisterkurse.
Seit Mitte der 1990er-Jahre betätigt sich Gallois auch als Dirigent, mit einem breit gefächerten Repertoire, dessen Schwerpunkt auf englischer, französischer und russischer Literatur des 19. und 20. Jahrhunderts liegt. Er gründete und leitete das Ensemble L’Academie de Paris und war Gastdirigent verschiedener Orchester in Asien, Europa und den USA. Von 2003 bis 2012 dirigierte er das Symphonieorchester der finnischen Stadt Jyväskylä, die Sinfonia Finlandia Jyväskylä, und hat mit ihm Gastspiele in einigen europäischen Ländern sowie Japan gegeben.
Seit 1999 gibt er im Sommer regelmäßig Meisterkurse an der Accademia Musicale Chigiana in Siena.